# 军品
军品是军用品的统称，主要包括各式军装、军用装具、工具、军衔、军种标志等等。是一个门类丰富专业性较强的收藏方向，收藏者需要对历史和军事有充分的知识储备。